# Sommette-Eaucourt
Sommette-Eaucourt és un municipi francès situat al departament de l'Aisne i a la regió dels Alts de França. L'any 2007 tenia 135 habitants.

## Demografia

### Població
El 2007 la població de fet de Sommette-Eaucourt era de 135 persones. Hi havia 54 famílies de les quals 12 eren unipersonals (4 homes vivint sols i 8 dones vivint soles), 19 parelles sense fills i 23 parelles amb fills.
La població ha evolucionat segons el següent gràfic:
Habitants censats

### Habitatges
El 2007 hi havia 60 habitatges, 54 eren l'habitatge principal de la família, 2 eren segones residències i 4 estaven desocupats. Tots els 60 habitatges eren cases. Dels 54 habitatges principals, 44 estaven ocupats pels seus propietaris, 9 estaven llogats i ocupats pels llogaters i 1 estava cedit a títol gratuït; 2 tenien una cambra, 7 en tenien tres, 11 en tenien quatre i 35 en tenien cinc o més. 47 habitatges disposaven pel capbaix d'una plaça de pàrquing. A 24 habitatges hi havia un automòbil i a 27 n'hi havia dos o més.

### Piràmide de població
La piràmide de població per edats i sexe el 2009 era:
| Homes | Edats   | Dones |
| ----- | ------- | ----- |
| 0     | 95 o +  | 0     |
| 0     | 90 a 94 | 0     |
| 0     | 85 a 89 | 0     |
| 0     | 80 a 84 | 0     |
| 4     | 75 a 79 | 4     |
| 4     | 70 a 74 | 8     |
| 4     | 65 a 69 | 8     |
| 0     | 60 a 64 | 0     |
| 4     | 55 a 59 | 4     |
| 12    | 50 a 54 | 8     |
| 4     | 45 a 49 | 4     |
| 0     | 40 a 44 | 0     |
| 4     | 35 a 39 | 12    |
| 4     | 30 a 34 | 0     |
| 0     | 25 a 29 | 8     |
| 4     | 20 a 24 | 0     |
| 1     | 15 a 19 | 4     |
| 0     | 10 a 14 | 8     |
| 4     | 5 a 9   | 8     |
| 4     | 0 a 4   | 0     |

## Economia
El 2007 la població en edat de treballar era de 93 persones, 63 eren actives i 30 eren inactives. De les 63 persones actives 53 estaven ocupades (34 homes i 19 dones) i 10 estaven aturades (2 homes i 8 dones). De les 30 persones inactives 8 estaven jubilades, 8 estaven estudiant i 14 estaven classificades com a «altres inactius».

### Ingressos
El 2009 a Sommette-Eaucourt hi havia 62 unitats fiscals que integraven 151 persones, la mediana anual d'ingressos fiscals per persona era de 18.973 €.

### Activitats econòmiques
Dels 8 establiments que hi havia el 2007, 2 eren d'empreses de construcció, 2 d'empreses de comerç i reparació d'automòbils, 1 d'una empresa de transport, 1 d'una empresa de serveis i 2 d'empreses classificades com a «altres activitats de serveis».
Dels 3 establiments de servei als particulars que hi havia el 2009, 1 era un taller de reparació d'automòbils i de material agrícola, 1 empresa de construcció i 1 perruqueria.

## Poblacions més properes
El següent diagrama mostra les poblacions més properes.